# Saint François d'Assise (Crivelli)
Saint François est une peinture à la détrempe et à l'or sur bois (180 × 65 cm, à l'origine 180 × 54 cm) de Carlo Crivelli, datable vers 1471 et conservée aux musées royaux des Beaux-Arts de Belgique à Bruxelles. Il s'agit d'un des panneaux latéraux du polyptyque démembré de Montefiore dell'Aso.

## Histoire
Le polyptyque, qui se trouvait autrefois dans l'église San Francesco de Montefiore dell'Aso, a été démembré au XIXe siècle, à l'exception des compartiments restés à Montefiore (Triptyque de Montefiore), est passé à l'antiquaire romain Vallati en 1858, et dispersé dans diverses collections et musées. La Madone de Montefiore et Saint François ont été vendus au musée de Bruxelles en 1862.
Le panneau du Saint François a été agrandi sur les côtés pour lui donner la même taille que celui de La Vierge, étant inséré dans un cadre néogothique similaire pour former un pendant.

## Description et style
Dans le polyptyque original, saint François se tenait à la droite de Marie, dans la position habituellement occupée par le saint titulaire de l'église. Il est représenté debout, vêtu de son habit, tandis qu'avec ses mains, il ouvre délicatement une entaille dans le tissu au niveau de la poitrine pour montrer sa blessure au côté ; les signes des autres stigmates sont clairement visibles dans les mains. Le regard est tourné vers l'extérieur, avec la bouche ouverte dans une grimace presque grotesque, accentuée par les veines sur les tempes et la rotation de la tête.
Comme dans la plupart des œuvres de Carlo Crivelli, le geste des mains est également accentué, avec chaque doigt dans une position étudiée, un peu artificiellement théâtrale, mais propre à son style.
La draperie le long de l'habit est droite avec des plis lourds, aux ombres contrastées, tandis que sur la manche, elle, ondule, évitant tout schématisme.

## Source de traduction
- (it) Cet article est partiellement ou en totalité issu de l’article de Wikipédia en italien intitulé « San Francesco (Carlo Crivelli) » (voir la liste des auteurs).